# Lambert (Oklahoma)
Pour les articles homonymes, voir Lambert.
Lambert est une ville américaine située dans le comté d'Alfalfa, dans l’État d’Oklahoma. Selon le recensement de 2010, sa population s’élève à 6 habitants.

## Source
- (en) Cet article est partiellement ou en totalité issu de l’article de Wikipédia en anglais intitulé « Lambert, Oklahoma » (voir la liste des auteurs).